# Daniel von Büren der Jüngere

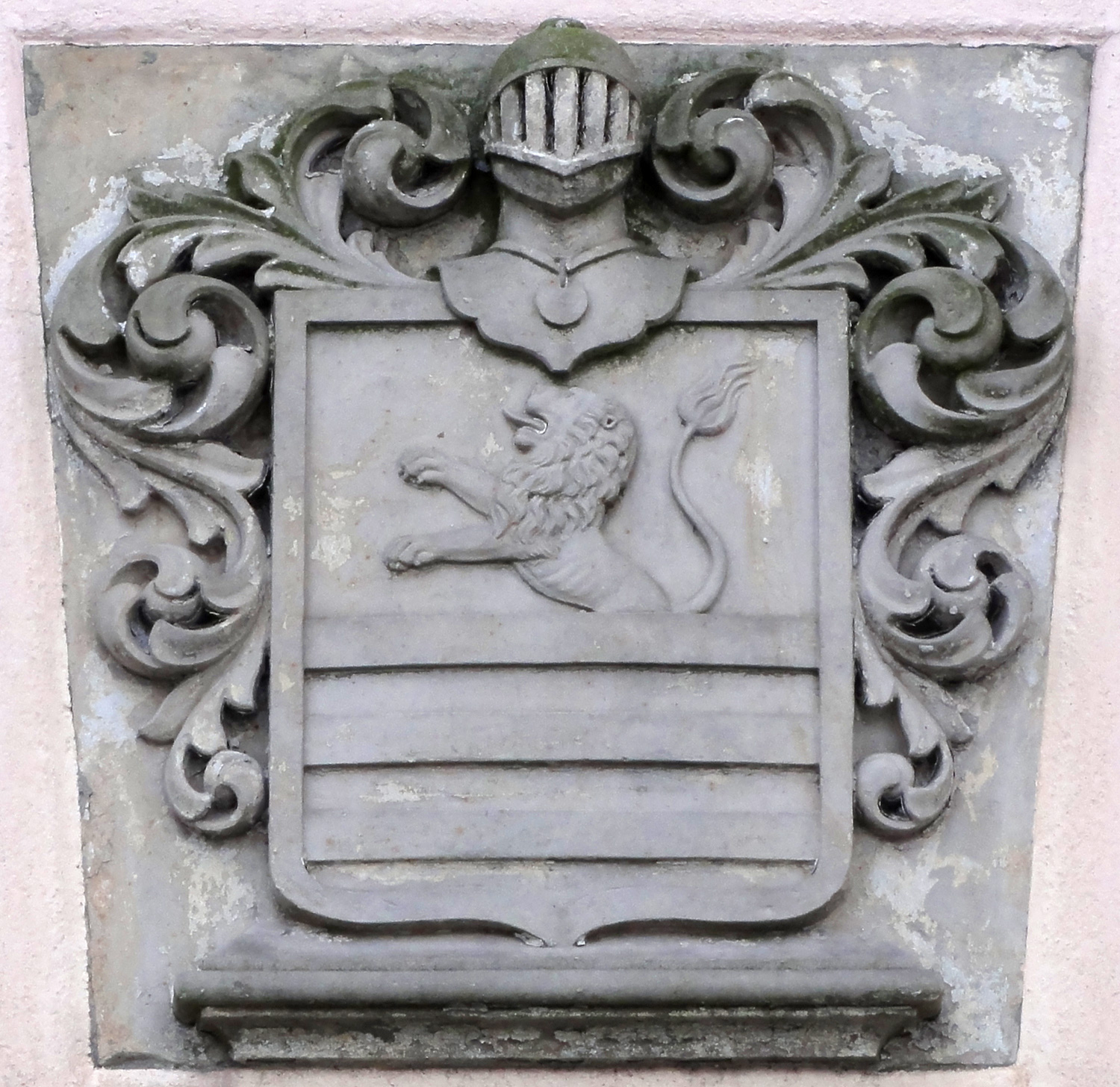
Wappen der Familie von Büren am Eingang zur Egestorff-Stiftung

Daniel von Büren der Jüngere (* 22. Juni 1512 in Bremen; † 10. Juli 1593 in Bremen) war ein bedeutender Staatsmann und Bürgermeister von Bremen im 16. Jahrhundert.

## Biografie
Von Büren war der Sohn des Bürgermeisters Daniel von Büren der Ältere. Er studierte in Wittenberg bei Martin Luther und Philipp Melanchthon, kehrte 1535 nach Bremen zurück und wurde 1538 an Stelle seines Vaters in den Bremer Rat berufen. Zudem war er als Richter tätig. 1544 (andere Quelle 1547) wurde er Bürgermeister. Er konnte die schweren Krisen zwischen den gemäßigten und den orthodoxen Lutheranern in den Zeiten der Reformation überwinden. Von Büren war Anhänger eines kalvinistischen, reformierten Bekenntnisses.
Zwischen 1547 und 1562 stritten sich in Bremen die „Reformierten“ und die „Lutheraner“ um die neue Glaubensrichtung. Von Büren und mehrere Ratsherren unterstützten Albert Rizäus Hardenberg, einen Niederländer, der um 1547 bis 1561 in diesem Streit der bedeutendste reformierte Prediger am Bremer Dom war. Auch die soziale Unter- und Mittelschicht in Bremen stand auf der Seite der bescheidenen und volksverbundenen Reformierten. Die Vermittlungen im Jahr 1558 durch den Erzbischof Georg von Braunschweig-Wolfenbüttel konnten den Streit nicht beenden. Bei einer großen „Disputation“ im Mai 1558 kam es zu einem Eklat zwischen von Büren und der Mehrheit im Rat. Von Büren sprach dem Rat die Befugnisse ab in theologischen Fragen zu entscheiden. 1561 verlangte sogar der niedersächsische Kreistag die Absetzung von Hardenberg. Dieser gab entnervt 1561 auf und verlor somit die Auseinandersetzung gegen die Lutheraner, sodass er Bremen im selben Jahr verließ.
Bürgermeister von Büren jedoch stand nach wie vor zur reformierten Partei, obwohl er sich zunächst im Rat weiterhin in der Minderheit befand. Im Januar 1562 konnte von Büren sich mit der inzwischen formierten Masse der Bürger durchsetzen. Hunderte Bürger versammelten sich vor dem Rathaus und dem Dom und forderten die freie Religionsausübung und die Verbannung der Orthodoxen. Ein großer Teil der Ratsherren wich der drohenden Gewalt. Sie und fünf Prediger verließen Bremen und versuchten andere Fürsten und den Kaiser gegen Bremen zu mobilisieren. Die Hanse gar schloss Bremen 1563 wieder einmal aus. Erzbischof Georg von Braunschweig-Lüneburg sollte im Auftrage des Kaisers schlichten – jedoch ohne Erfolg. Der Rat wurde wieder durch 19 neu gewählte Ratsherren vervollständigt und auch drei neue Bürgermeister wurden gewählt. 1568 schließlich wurde die Augsburger Konfession von den streitenden Parteien anerkannt. Der Persönlichkeit von Büren gelang dann jedoch die Aussöhnung. Die geflohenen Ratsherren durften wieder zurückkehren, ihre Ämter aber hatten sie verloren. Der reformierte Glaube setzte sich durch und einige orthodoxe lutherische Priester verließen Bremen. Die Hanse nahm Bremen 1576 wieder auf. Von Büren verblieb bis 1591 hochgeachtet mit 79 Jahren in seinem Amt.

### Ehrungen
- In Bremen ist seit 1863 die Daniel-von-Büren-Straße nach von Büren benannt.

## Familie
Er war zweimal verheiratet. Seine erste Frau war Beke von Borken, eine Tochter des Bürgermeisters Meimar von Borken († 1546). Das Paar hatte zwei Töchter und den Sohn Daniel († 1608), der ebenfalls Ratsherr und Bürgermeister wurde. Nach dem Tod seiner ersten Frau heiratete er Adelheid von Helvessen, eine Tochter des Stader Ratsherrn Johannes von Helvessen. Das Paar hatte einen Sohn und eine Tochter.